# Ranhammar

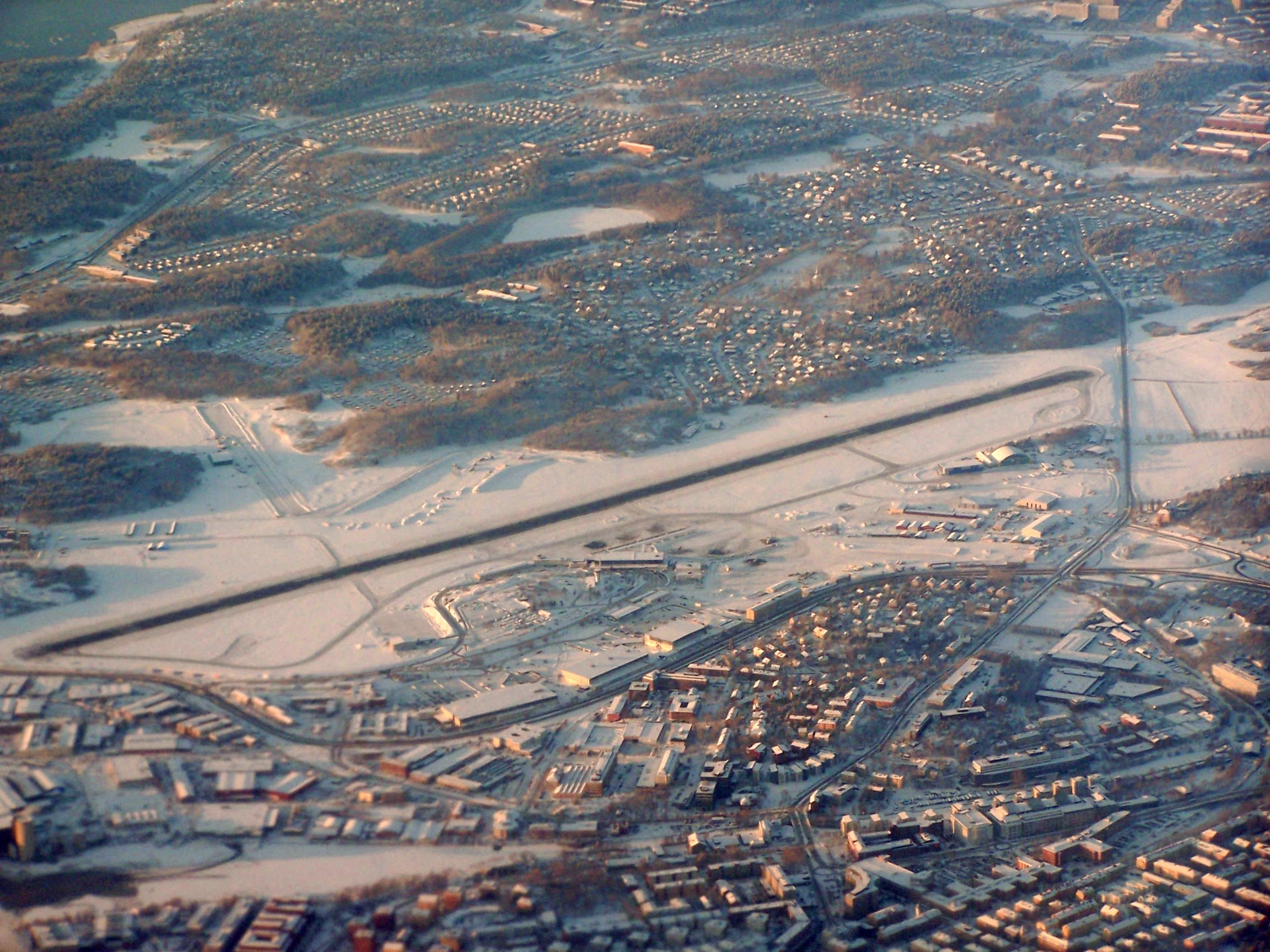
Stockholm-Bromma flygplats från luften. Här låg den förhistoriska boplatsen vid Ranhammar.

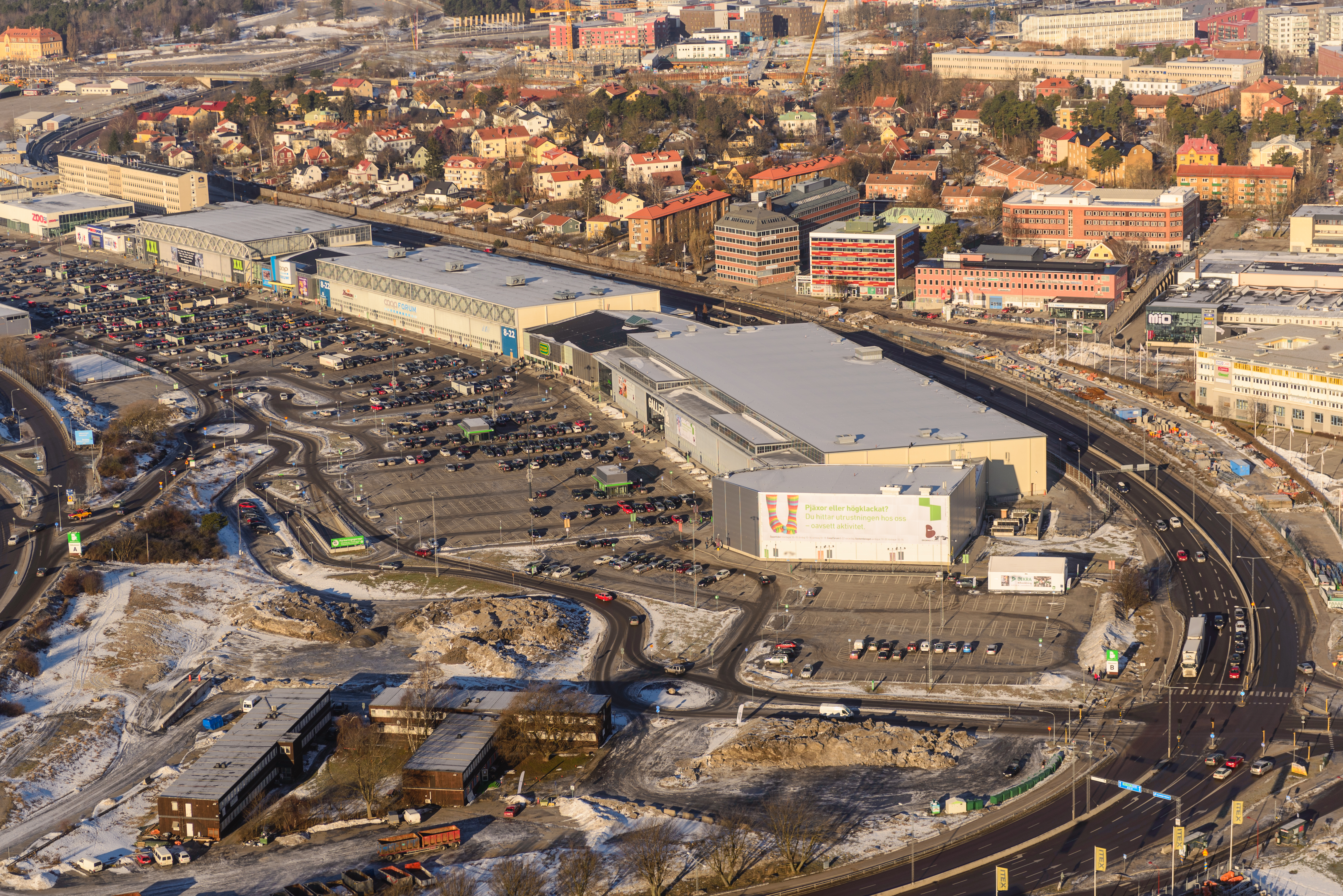
Bromma Blocks sett från helikopter, 2013.

Ranhammar var namnet på en förhistorisk boplats, i nuvarande stadsdelen Riksby i Bromma socken i Västerort i Stockholm.
Ranhammar låg på platsen där nu Bromma flygplats ligger. Gården Ranhammar etablerades under järnåldern och låg på en höjd ungefär 20 meter över havet. Under vikingatiden sträckte sig Bällstaviken upp till Bällsta strax norr om Bromma flygplats. Under äldre järnålder var flygfältet täckt av vatten.
Platsen för den medeltida och troligtvis även den förhistoriska gården har sedan 1940-talet till stora delar förstörts eller övertäckts i samband med att parkeringen vid flygplatsens infart anlades och utökades. Bromma flygplats hade invigts den 23 maj 1936 och under 1930- och 1940-talen uppfördes totalt fyra hangarer på flygplatsen. Hangar A samt stationsbyggnaden med flygledartornet ritades av Paul Hedqvist. Dessa anläggningar nyttjas fortfarande av flyget. Hangar A:s södra del omvandlades 1953 till utrikeshall.
Det var under yngre järnålder (cirka 550-1050 e.Kr), som Bromma alltmer bebyggdes. Gården Ranhammar låg då nära vatten, liksom gårdarna Norrby, Linta, Riksby, Nora, Ulvsunda och Ålsten. Även Bällsta låg då inte långt från en vattenled, vilket sannolikt är orsaken till Bällstas lokalisering.
De andra bosättningarna som vi känner till runt flygfältet under yngre järnålder (ca 550-1050 e.Kr.) är Glia by, Ekeby, Bällsta by, Linta by, Nora by och Riksby. Lite mer perifert ligger Ulvsunda by. Samtliga har fornlämningar från yngre järnålder. Glia och Linta har troligen de äldsta bosättningarna från vendeltid (cirka 550-800 e.Kr.). Endast ett fåtal gravar är utgrävda, men nya undersökningar kan visa äldre dateringar även för övriga gårdar.
På det forntida Ranhammars mark fanns en gång tre järnåldersgravfält. Två av dessa undersöktes och togs bort i samband med att flygfältet byggdes. Ett litet gravfält låg strax väster om Ranhammars gård. Ett större gravfält med närmare ett 40-tal gravar låg 160 m sydöst om Ranhammar. Det gravfältet undersöktes och borttogs åren 1933-1937 samt år 1943. Ett av gravfälten hade ett 50-tal gravar. Det låg strax öster om flygfältets nuvarande bilparkering. På höjden där idag flygledartornet ligger är ett litet gravfält kvar. Här finns bland annat en skeppsformig stensättning. Det är den enda kvarvarande synliga i Bromma. Den skeppsformiga stensättningen har en stenlagd yta, där "relingen" utgörs av kantkedjan och de var vanligast förekommande under folkvandringstid/vendeltid. Området nedanför höjden, alltså dalgången mot nuvarande köpcentret Bromma Blocks, var under yngre järnålder täckt av vatten. Närhet fanns till marker för slåtter och bete. Redan under vendeltid (ca 550-800 e.Kr.) kan gården ha etablerats. Ranhammar låg på ett strategiskt läge på en udde vid en vattenled.
Under äldre järnålder bestod bebyggelsen av utspridda, ensamliggande familjegårdar. De hade tillsammans med granngårdar del i ängs- och betesmark och de brukade 1-1,5 hektar åker. Jordbruket kombinerade således åkerbruk och boskapsskötsel. En av de äldre järnåldersbosättningarna i Bromma var Karsviks gård i Norra Ängby. Den gården undersöktes delvis av Stockholms universitet 2009. Gården dateras till folkvandringstid, 400-talet e.Kr. Ett sädeskorn påträffat under en sten i en stensträng intill bosättningen daterades till åren 50-220 e.Kr.

## Den skeppsformiga stensättningen vid Ranhammar och skylten

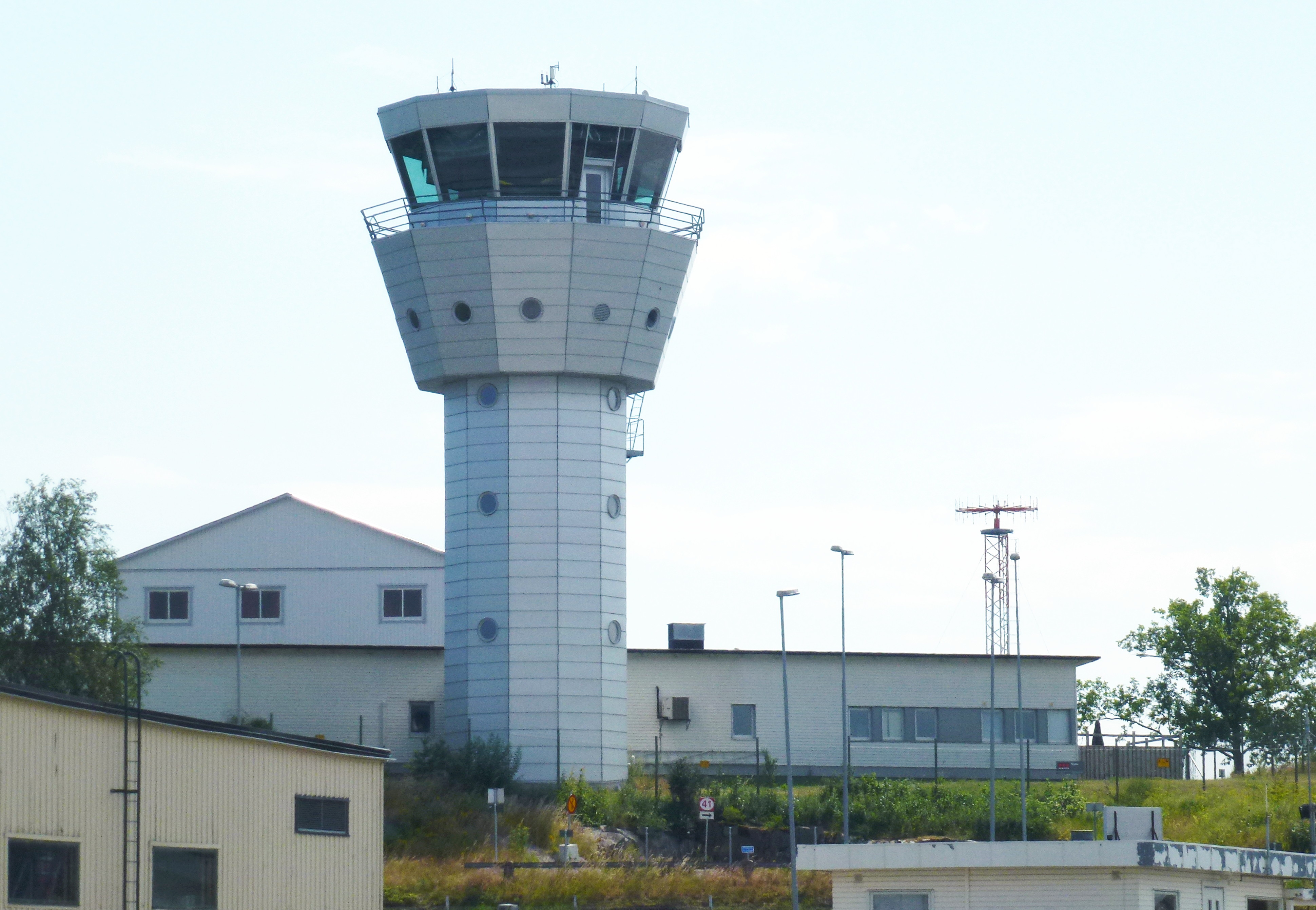
Vid Bromma flygplats flygledartorn ligger den skeppsformiga stensättningen i Ranhammar (RAÄ 89).

Vid Ranhammar finns ett gravfält med fem gravar, varav en skeppsformig stensättning, två runda stensättningar, en stenpackning och en gravgömma. Den skeppsformiga stensättningen har en stenlagd yta, där "relingen" utgörs av kantkedjan. Däremot utgörs en skeppssättning av en "reling" uppbyggd av resta stenar.
Vid den skeppsformiga stensättningen finns det en skylt uppsatt, RAÄ 89, gravfältet har tillhört den vikingatida gården i Ranhammar. Här har ytterligare fyra gravar påträffats, två runda stensättningar, en stenpackning och en gravgömma. Arkeologen Hans Hansson ansåg den vara Stockholms bäst bevarade och under hans ledning restaurerades den 1937. Idag är den enda synliga graven är denna skeppsformiga stensättning i sitt slag i Bromma. I samband med byggnationen i Ulvsunda industriområde togs två stycken bort 1959. Skeppssättningar och skeppsformiga stensättningar anses kunna ha samband med sjöfart. Gravtyperna sattes upp som minnesmärken över sjöfarare. De flesta gravar av denna typ i Bromma har legat nära dåtida stränder.
Den skeppsformiga stensättningen är en grav från yngre järnålder och 12 x 3 m stor. Den ligger på Ranhammars gårds gravfält RAÄ 89. Den ligger på sluttningen av en moränbunden bergsrygg strax öster om flygledartornet. En arkeologisk förundersökning av Stockholms stadsmuseum år 2000 påvisade rester av ett gravfält med fem gravar, varav den skeppsformiga stensättningen är en. Parkeringsplatsen nära flygledartornet överlagrar eventuella spår av sentida Ranhammars gård. Järnåldersgården låg troligen på samma plats på bergsryggen. Området nedanför bergsryggen var under yngre järnåldern täckt av vatten. Här gick vattenleden mot Spånga. Under äldre järnålder täckts även nuvarande Bromma flygfält med vatten. I det dåvarande landskapet låg Ranhammar på en udde. Gravfältet har hört till Ranhammars gård.
Söder om flygplatsinfarten finns uppgift om vikingatida gravfält i Ranhammar. De tre kända gravfälten på Ranhammar var byagravfältet, de "jordblandade rösena" och stensättningarna. På platsen ska ha funnits ca 40 gravar av högar, stensättningar och "jordblandade rösen". Gravarna undersöktes på 1930-talet. Många var skelettgravar. Av de 40 gravar som undersökts och borttogs på 1930-talet var 8 brandgravar och 17 skelettgravar. Inte mindre än 14 stycken saknade spår efter någon verklig begravning, men i de flesta anträffades kol efter "minneseldar". Flera gravar var utan fynd men antogs vara kenotafer (uttalas [ke-] från grekiska: kenota'phion, av keno's: "tom" och ta'phos: "grav"), det vill säga minnesgravar över personer som dött långt från hemtrakten, och som omkommit under färder utanför hemtraktens råmärken. Liknande rester efter eldar har även iakttagits i samtliga skelettgravar vid Ranhammar. Äldst är fyra brandgravar i fältets norra del närmast 1600-talsbyn, en av dem är möjligen anlagd redan på 600-talet, de övriga troligen på 700-talet. Alla gravarna vid det nu bortsprängda berget i fältets södra och större del på och omkring berget torde vara anlagda under vikingatiden (800-1060 e.Kr.). Har låg samtliga kistgravar med skelett. En brandgrav i fältets norra del med en torshammarring överste i gravurnan tillhör troligen även den missionstiden. Samtliga minnesgravar anträffades på skilda ställen bland brand- och skelettgravarna i gravbackens södra under vikingatiden begagnade del. Gravfältet har troligen tillhört Ranhammars gård. Platsen är nu använd för olika flygplatsarragemang.

## Arkeologiska utgrävningar
När flygfältet anlades på 1930-talet grävdes RAÄ 95 bort med ett femtiotal gravar. Det är inte mycket som återstår, som gör det möjligt att tolka tidig markanvändning och bebyggelse. 1934 karterades området. I gravar har påträffats järnkniv, pärla av glasfluss, spänne, dubbelknappar, broddar, torshammare av järn, skifferbryne förutom skärvor av lerkärl, kol och brända ben.
En yngre järnåldersgård låg vid en vattenled och med marker för slåtter och bete. Gården låg strategiskt och etablerades redan under vendeltid (ca 400-550 e.Kr.). Ytterligare en gård kan ha anlagts under 800- till 900-talet, enligt arkeolog Anders Broberg. Detta antagande stöds av de tre gravfälten, varav två nu är borttagna.

## Historia

### Ranhammar är skriftligt känd sedan 1319

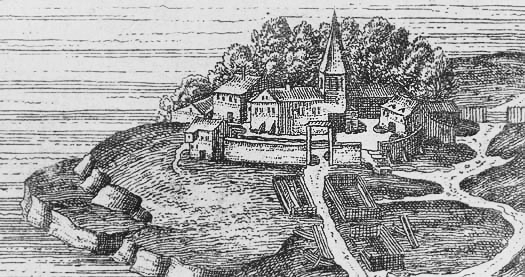
Sankta Klara kloster på Blodbadsplanschen 1524.

Sedan 1319 är gården Ranhammar är skriftligen känd. Då donerade frälsemannen Håkan Galle mark till Sankta Klara kloster. År 1409 skrevs namnet Ragnhammar. Jöran Sahlgren menar att förleden är mångtydig och kanske är samma ord som fornsvenska stång. Efterleden hammarär vanlig och betyder tenig (skogs)backe, bergås Detta stämmer, då det forna Ranhammar låg på en stenig skogsbacke. Det är känt att Håkan Galle år 1319 donerade jord från ett antal gårdar i Solna socken och Bromma socken, däribland 4 örtugsland från Ranhammar.

### Kronan tilldömdes skatt från två gårdar i Ranhammar 1409

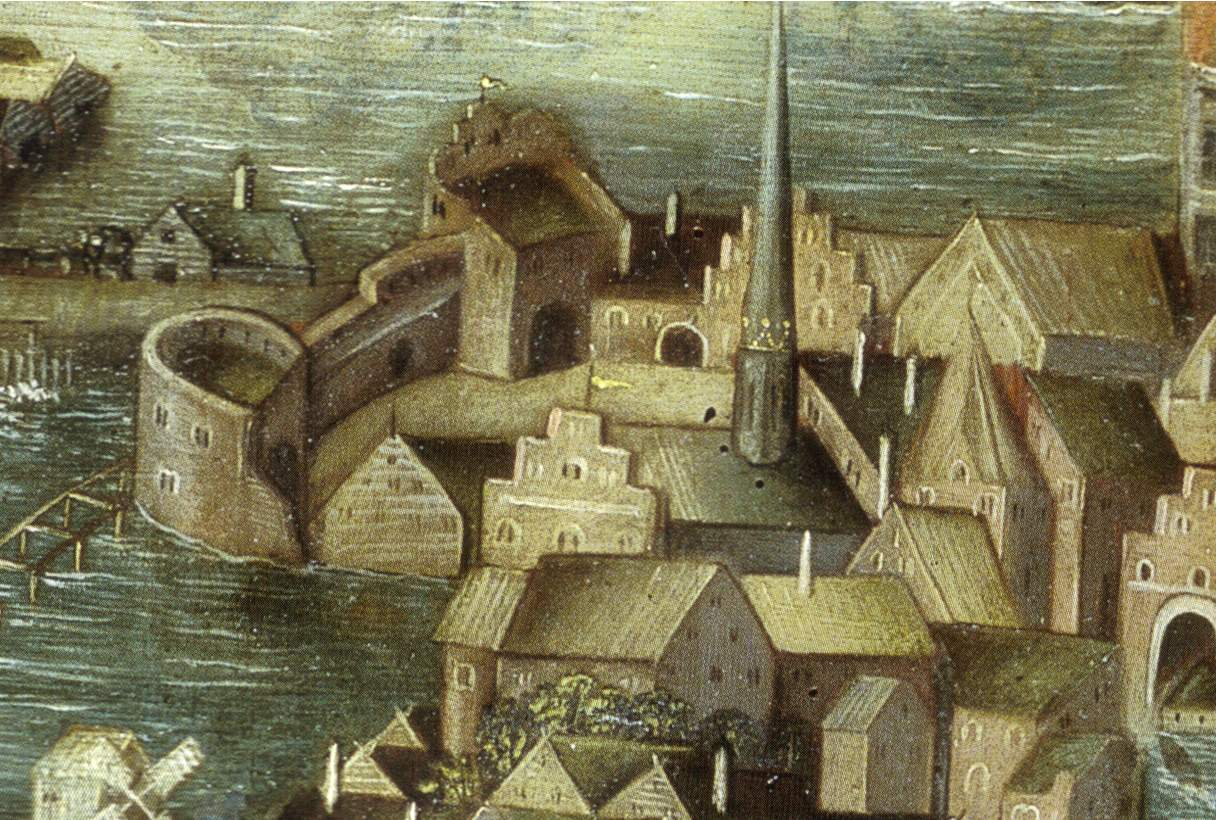
Helgeandshuset skymt av Gråbrödraklostrets takryttare på Vädersolstavlan 1535. Kronan tilldömdes 1409 skatt från två gårdar i Ranhammar. Dessa gårdar innehades av Helgeandshuset i Stockholm. Helgeandshusets byggnad stod kvar till omkring 1604 och gav namnet till ön Helgeandsholmen.

Kronan tilldömdes 1409 skatt från två gårdar i Ranhammar. Gårdarna innehades av Helgeandshuset i Stockholm. Vid Thord Bondes och upplandslagmannen Ture Benktssons räfsteting i Uppsala med allmogen i Sollentuna hundare 1409 tilldömdes kronan skatt dels av 14 örtugsland och dels av 7 örtugsland i Ragnhammar, sannolikt från två olika gårdar i byn, som innehafts av Helgeandshuset i Stockholm. Ett räfsteting (fornsvenska ræfsta þing, av ræfst, som betyder rannsakning eller straff) var från medeltiden ett av de ting i Sverige, där kungens domsrätt utövades.

### På 1500-talet var Ranhammar hospitalhemman
Jordeboken för 1539 upptar tre gårdar, var och en på 6 öresland, två av gårdarna var hospitalhemman under Danvikens hospital och en gård var kronohemman. Historiskt har ordet hospital varit benämning på olika typer av sjukhus. Kronohemmanet ägdes av Kronan (staten). Mellangården Ranhammar förlänades 1628 till "livbarberaren" (hovkirurgen) mäster Baltzar Salinus (1587-1660), som var född i Danzig (Gdańsk) i Polen och tjänstgjorde som livmedikus på slottet till Karl X Gustav. Han ägde tidigare två gårdar i Översundby.

### På 1600-talet var Ranhammar berustat säteri

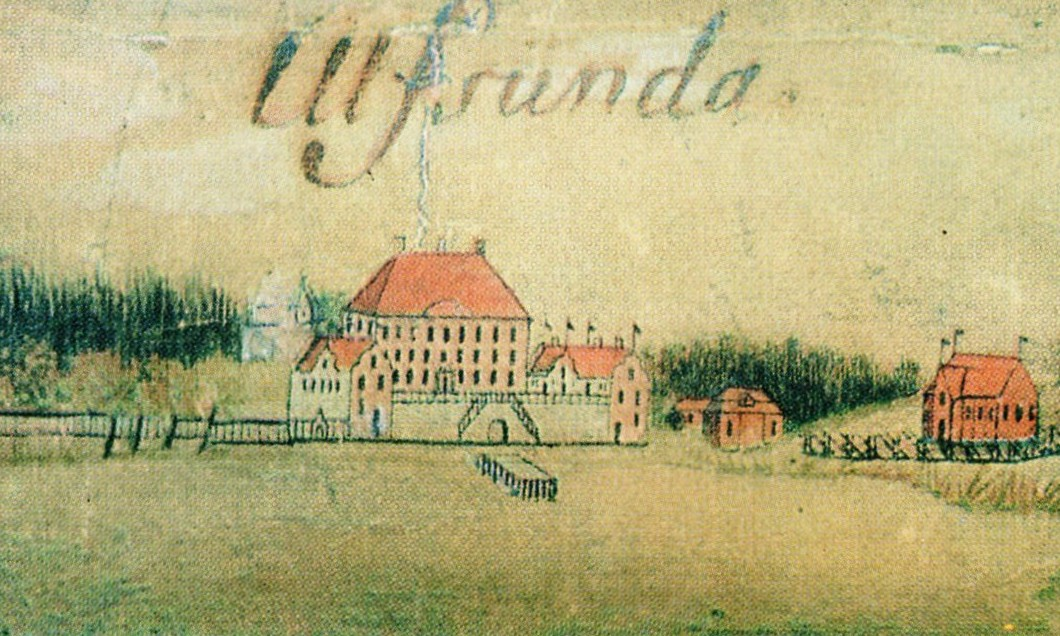
Från början av 1630-talet var Ranhammar sätesgård och från 1690 blev det berustat säteri till Ulvsunda slott. Bild på Ulvsunda slott på Gripenhielms Mälarkarta från 1689.

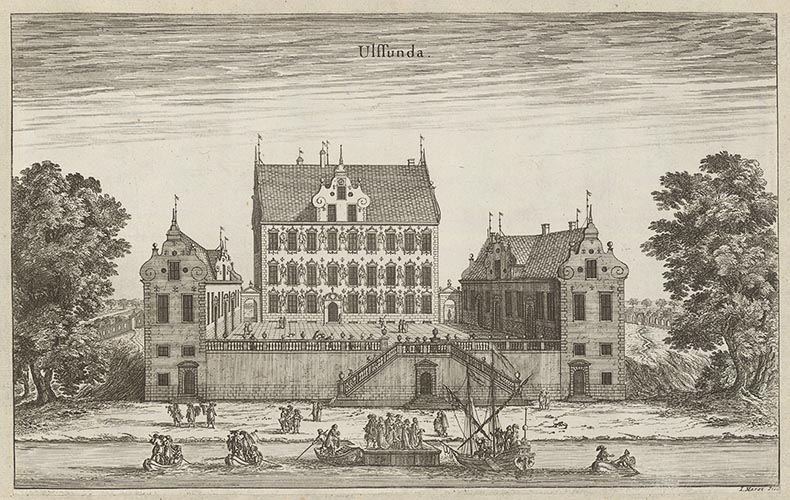
Ulvsunda slott i Suecia antiqua et hodierna, cirka 1670, då Lennart Torstensons son Anders Torstenson var ägare till slottet.

Ranhammar omtalas som sätesgård i början av 1630-talet. År 1628 förlänades Mellangården i Ranhammar till livbarberaen (hovkirurgen) Balthazar Salinus (1587-1660), som år 1645 sålde gården till Åke Axelsson (Natt och Dag) på Åkeshov. Vid reduktionen indrogs Ranhammar 1690 till Kronan. Gården tilldelades kavalleriet och innehades av fältmarskalken, greve Lennart Torstensons (1603-1661) sons änka, Christina Stenbock som säteri med skyldighet att ställa upp ryttare med häst, så kallat berustat säteri. Lennart Torstenssons son, greve Anders Torstenson (1641-1686) hade gift om sig 1665 med den rika Christina Stenbock (1649-1719) och avancerat till överstelöjtnant. Han var riksråd och generalguvernör i Estland. Han moderniserade Ulvsunda slott för att ge det en mera klassisk prägel. Han lät riva slottets renässansgavlar och frontespisen redan på 1660-talet, då fasaderna fick en mer klassisk prägel. I manbyggnaden lät Anders Torstenson i översta gästrumsvåningen inreda en paradsängkammare i fransk barock med en rikt skulpterad alkovfasad och träbeklädd spis, vars konstfullt flätade monogram syftar på Christina Stenbock. Rummet kallades Drottning Kristinas sängkammare och var med sitt stora förmak redan under Lennart Torstensons tid den förnämsta gästrumssviten, där drottningen sannolikt logerat. Inredningsarbetena bör ha utförts på 1670-talet och Nicodemus Tessin den äldre var arkitekt. Grevinnan Christina Catharina Stenbock ägde Ulvsunda i 35 år, åren 1685-1720. Hennes make Anders Torstenson hade avlidit redan 1686, men änkan Christina Stenbock levde ända till 1719.
På Magnus Kjellströms karta över Ulvsunda 1743 räknas mellangården fortfarande till Åkeshov, varför inga äldre lantmäterikartor finns över denna del av Ranhammar. Hans Hansson anger att det inte heller är möjligt att ange var mäster Balthazar Salinus säteri legat. År 1628 hade de båda andra gårdarna donerats till Peter Grönberg, adlad 1631, då de båda gårdarna bebyggdes till säteri. Vid denna tid fanns det således två sätesgårdar vid Ranhammar. Ännu 1743 fanns dessutom de av Grönberg förvärvade äldre bondgårdarna var jämsides med sätesgåden. De angavs då på en lantmäterikarta. Peter Grönbergs Ranhammar innehades efter dennes död av hans söner, som efter åtskilligt besvär med sina kreditorer 1684 utbytte sätesgården till Kronan mot ett säteri i Närke. Samma år bytte Kronan i sin tur bort gården till Anders Torstenson på Ulvsunda. Kort därpå förklarades bytet ogiltigt och Ranhammar indrogs till kronan 1690. Ändå innehades gården vid 1700-talets början som berustat säteri av Anders Torstensons änka, Christina Catharina Stenbock.
Anders Torstenson (1641-1686) fick ekonomiska bekymmer men hjälptes av svärfadern, greve Gustaf Otto Stenbock. "Ulvsunda har kostat mig 40 000 rdr", klagade denne 1677. När den 45-årige Anders Torstenson dog 1686 var Ulvsunda transporterat på hustrun, Christina Catharina Stenbock (1649-1719), som kom att äga Ulvsunda i 35 år, åren 1685-1720.
Berustade säterier var adliga huvudgårdar som upprättats på donerad jord. I Karl XI:s stora godsindragningar fick adelsmännen behålla dem, men med skyldighet att ställa upp häst och ryttare. Ett rusthåll var i indelningsverket en gård som indelats till kavalleriet. Gårdarnas skattskyldighet omvandlades till beriden militärtjänst. Ägaren av en sådan gård kallades rusthållare. Medan kronan ansvarade för vapen (musköter, värjor, pistoler, pikar etc) fick rusthållaren stå för häst, ryttare och övrig utrustning. Indelningsverkets rusthåll var ofta före detta säterier.

### På 1700-talet var Ranhammar säteri

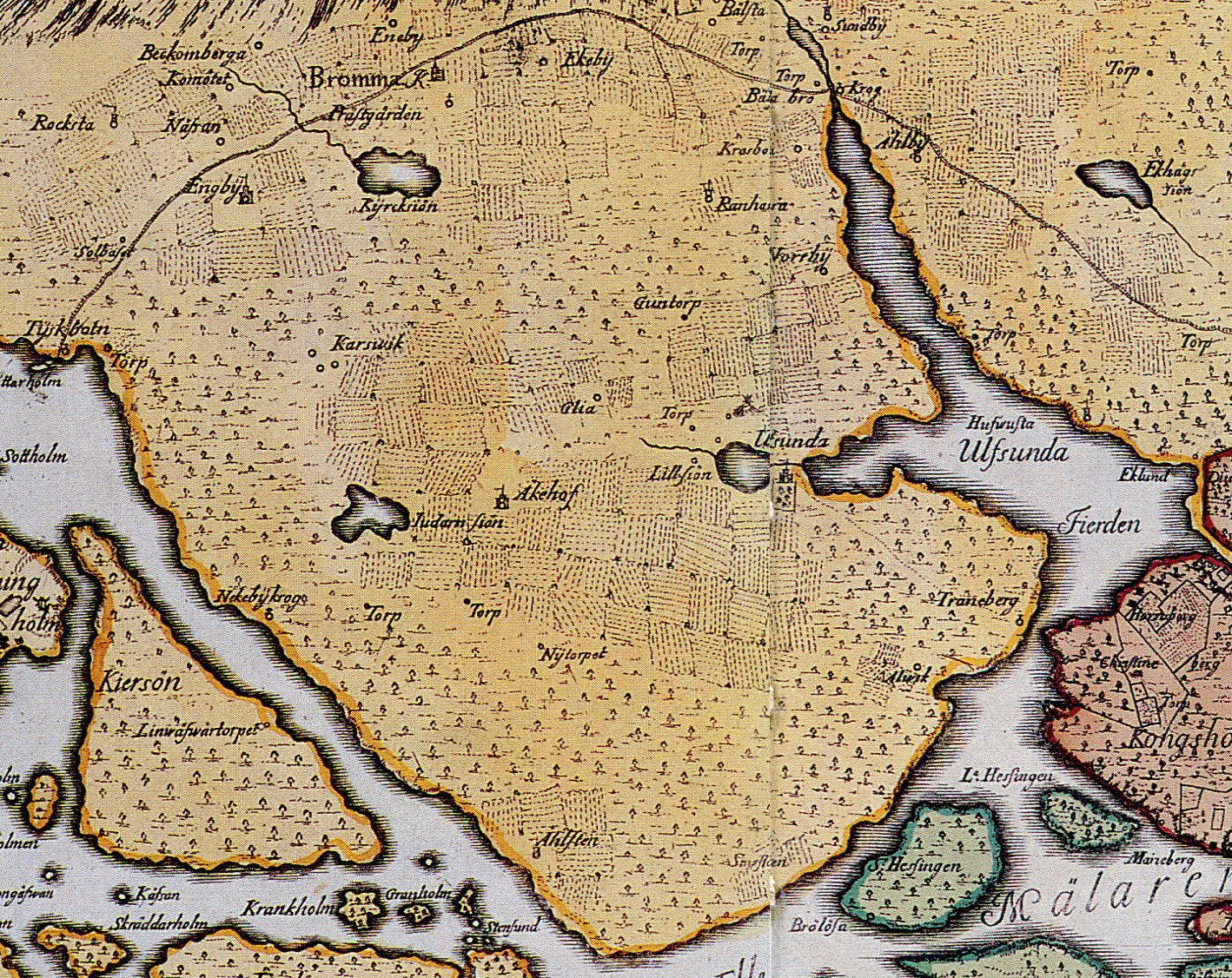
Brommakarta från 1750. Del av Georg Biurmans (1700-1755) karta över Stockholm med omgivning, som visar Brommalandet.

I början av 1700-talet förvärvades de tre gårdarna i Ranhammar av ägaren till Ulvsunda slott, mellangården och de två andra gårdarna. Slottets ägare var då Anders Torstensons son Carl Ulrik Torstenson (1685-1727), som var överste vid Närke-Värmlands regemente, han blev den siste av den grevliga ätten Torstenson. Ätten utgick på svärdssidan då Carl Ulrik Torstenson avled 1727. Hans änka, grevinnan Anna Margareta Oxenstierna, ägde Ulvsunda i 4 år, åren 1727-1731 och hon gifte om sig med riksrådet Ture Gabriel Bielke (1684-1763), som intresserade sig mera för sin släktgård Tureholms slott nära Trosa. Bielke var krigare och politiker, han deltog från 1704 i alla Karl XII:s fälttåg. Även han följde kungen till Turkiet och kämpade sida vid sida med Carl Ulrik Torstenson vid kalabaliken i Bender. Bielke torde inte ha ägnat Ulvsunda något större intresse, eftersom han så sällan var hemma. Under hans tid förföll slotte, men slottet Tureholm utanför Trosa vårdade han, det var ett gods som funnits i släkten Bielke sedan mitten på 1500-talet.
Riksrådet Thure Gabriel Bielke gifte sig 1731 med änkan efter Carl Ulrik Torstenson och kom på så sätt att bli ägare till Ulvsunda, där han residerade i 32 år. Det är den längsta tid som någon privatperson ägt slottet. Som ung hade Bielke deltagit i Karl XII:s ryska fälttåg och hamnat i fångenskap i Bender. Han var kungens följeslagare under ritten från Turkiet till Stralsund. Hans son Nils Adam Bielke (1724-1792) var hovman och riksråd, han sålde 1764 Ulvsunda till kunglige sekreteraren Fredrik Preis (. Riksrådet Carl Rudenschöld var gift med Christina Sophia Bielke, som var dotter till riksrådet greve Thure Gabriel Bielke och grevinnan Charlotta Christina Piper.  Baron von Essen köpte slottet i början av 1800-talet. Han sålde koppartaket och lade på det platta plåttak som syns i dag. Han lät även putsa över fasadens alfrescomålningar.
Ännu i början av frihetstiden (1718-1772) hade gårdarna sätesfrihet. År 1772 nämns två gårdar på Ranhammar. Den ena gården, som var på 1 mantal, var säteri och ägdes av den kunglige kammarherren, friherre, greve David Stierncrona (1715-1784). Den andra gården, som var på 2 mantal, var rusthållare och ägdes av kunglige sekreteraren baron Fredrik Preis.

### David Stierncronas säteri på 1 mantal
Den ena gården, som var på 1 mantal, var säteri och ägdes av den kunglige kammarherren, friherre, greve David Stierncrona (1715-1784), son till justitiekanslern och ämbetsmannen, greve Gabriel Stierncrona (1669-1723). David Stierncrona var friherre till Åkeshovs slott åren 1723-1784. Han gifte sig 1747 med friherrinnan Agneta Wrede af Elimä (1718-1800).

### Fredrik Preis’ säteri på 2 mantal
Den andra gården på 2 mantal, var rusthållare och ägdes av kunglige sekreteraren baron Fredrik Preis (1734-1788). Fredrik Preis var friherre till Ulvsunda åren 1764-1788. Han köpte Ulvsundagodset 1764, där han sedan också residerade fram till sin död 1788. Efter faderns död 1759 flyttade Fredrik Preis från Haag till Sverige. Han blev bland annat Kongl. Sekretär, men avgick 1772 som en protest mot den korruption som rådde inom statsförvaltningen under frihetstiden. Fram till sin död 1788 bodde han med sin hustru på Ulvsunda. Han lämnade inte efter sig någon arvinge på svärdssidan och slöt därmed släkten Preis.
Enligt Sixten Rönnow köpte Preis Ulvsundagodset 1764 för 378 000 Daler kopparmynt. På 1780-talet utvidgade och förändrade han bebyggelsen radikalt i godsets norra delar, speciellt kring Ranhammars sätesgård, nuvarande industriområdet och Bromma flygfält. Bland annat lät han bygga sju utgårdar eller torp (Ekeby, Norrby, Rivan, Glia kronohemman, Dorpt, Stenhammar och Nytorpet) så att de kom att ligga kring Ranhammars sätesgård i en halvcirkel omkring sätesgården. Härigenom försvann de sista resterna av den äldre bebyggelsen i trakten. Med omläggningen följde även ett delvis nytt vägsystem, som förenade de olika gårdarna inbördes och med Ranhammar och i sista hand med Ulvsunda. Under något av de sista åren under 1800-talet flyttades  mangårdsbyggnaden till Ranhammar. Det nya vägsystemet, som Fredrik Preis lät bygga, kan studeras på de gamla handritade lantmäterikartorna. De äldsta lindarna i infartsallén planterades på 1780-talet, det vill säga under Preis' tid. Detta motsägs dock av J G Meijers målning av Ulvsunda slott från 1793, där slottsallén avbildas fullt utvuxen. Allén kan alltså ha anlagts tidigare. Fredrik Preis var anställd i svenska Riksarkivet 26 juli 1762 och blev kunglig sekreterare 24 januari 1763. Han dog barnlös 7 juni 1788 på Ulvsunda slott och slöt därmed ätten samt begravdes den 19 juni 1788 i Maria kyrka i Stockholm.

### 1800- och 1900-talen
Den gamla sätesgården torde ha brunnit strax före 1829. Enligt arkeologen Hans Hansson fanns det betydande rester kvar i början på 1930. Ett dragontorp, som finns omtalat redan 1779 hörde till Ranhammar. Det kan möjligen vara Dragontorpet i Abrahamsberg, som flyttats från Ranhammar. En mangårdsbyggnad, som syns på foto, innan flygfältet byggdes, bör ha legat strax norr om nuvarande parkeringsplats för flyget, enligt Nils Ringstedt. På ekonomiska kartans blad nr 10 I 6e från 1951 är gården markerad. Kartan visar gården strax norr om tillfartsvägen till flygterminalen. På höjden i söder ligger gravfältet med den skeppsformiga stensättningen (vid flygledartornet), som ovan nämnts. Av den sentida gården finns idag inga spår kvar.

## Ranhammars dragontorp
Mangårdsbyggnaden för Ranhammars dragontorp revs först 1940 och den låg på kullen vid entrén till flygfältet, på höjden nära nuvarande flygledartornet, det var sålunda Ranhammars gård som revs då, och enligt Nils Ringstedt förvånar användningen av begreppet "dragontorp" i detta sammanhang. Platsen där Ranhammars gård en gång låg är således numera bilparkering.
Ranhammars dragontorp (även Lilla Ryttar Torpet, Ranhamars ryttarstufwa) finns omnämnt i beskrivning till 1789 år lantmäterikarta (men är ej återfunnet på kartan). Dragontorpet ska ha funnits vid Ranhammar, i nuvarande stadsdelen Riksby, och innehade ”126 Kålland invid Torpet och 127 Åker af sandblandad ler jord”. Sedan 1700-talets början var rusthållaren ägaren till Ulvsunda. Sedan har torpet varit förlagt till andra gårdar under Ulvsunda, senast på Nora ägor vid Drottningholmsvägen. I husförhörsprotokoll 1783 nämns torparen Nils Granbom. År 1810 nämns fattighjonet Catharina Ersdotter och statardrängen Eric Lindberg med familj. Ursprungligen var den nuvarande stugan i Abrahamsberg inrättad för två dragoner. År 1905 byggdes stugan om av den siste dragonen Frans Krig, som kom dit 1885. Se vidare Dragontorpet Abrahamsberg.

## Brommas fyra dragoner
Bromma underhöll fyra dragoner. Dragonerna hölls av de rustade säterierna Ranhammara, Bällsta gård, och Ulvsunda. I Bromma fanns även fem båtsmän. Dragontorpet i Abrahamsberg är det enda kvarvarande ryttartorpet i Bromma. Norrby båtsmanstorp i Riksby är det enda kvarvarande båtsmanstorpet. Båda är troligen från 1700-talet. Abrahamsbergs dragontorp, eller Ulvsunda dragontorp, som det också kallades, ligger i kvarteret Ryttartorpet i Abrahamsberg.

## Ranhammars säteri som rusthållare under Ranhammars rote

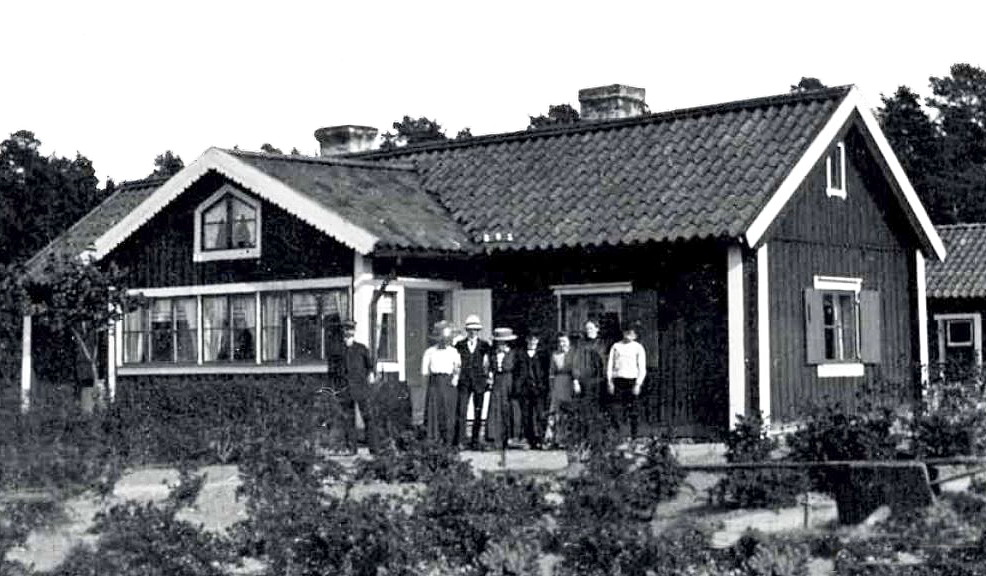
Dragontorpet i Abrahamsberg i Bromma 1920. Foto Bromma Hembygdsförenings arkiv. Del av bild på skylten för Dragontorpet, som finns uppsatt vid ingången till Dragontorpet på Gustav III:s väg.

Det nuvarande dragontorpet i Abrahamsberg lydde under Ranhammars säteri som rusthållare, senare lydde det under Ulvsunda slott. Det har troligen i början av 1700-talet flyttats till Abrahamsberg, antingen från Ranhammar eller från Linta by. Torpet förekommer på kartor från 1829, 1855, 1867, 1868, 1886, 1907 och 1917-1920 års kartor. Det nämns i husförhörslängder 1779-1800, då tillhörande Ranhammars rote och Ulvsunda rote, och 1807-1810, tillhörande Ranhammars rote. I husförhörsprotokoll 1824 nämns dragonen Lars Gustaf Stark med hustru Kristina Margareta Mellberg. År 1843 står dragonen Rolf Eric och Christina Fröling som boende i torpet.

## Gatu- och kvartersnamn
Ranhammarsvägen, fick sitt namn 1919. Enligt Stockholms gatunamn 1992 fick vägen sitt namn efter byn Ranhammar (Ragnhammar 1319), som förr låg på höjden omedelbart öster om platsen för passagerarbyggnaderna vid Bromma flygfält. Namnets efterled – hammar betyder stenig backe, bergshöjd. Förleden har inte säkert förklarats. Ranhammar var under 1600- och 1700-talet säteri, sätesgården brann ned på 1820-talet. Flera gatu- och kvartersnamn i Ulvsunda har anknytning till slottsherrarna. Några gator, som fick sitt namn 1924, är Bielkevägen, Fältmarskalksvägen, Margretelundsvägen, Ulvsunda Slottsväg och Åkerhielmsgatan.